# Anonymous
Anonymous [əˈnɒnɪməs] (Anónimo o Anónimos en español) es un pseudónimo utilizado mundialmente por diferentes individuos y colectivos para realizar, en su nombre —poniéndose de acuerdo con otros—, acciones o publicaciones individuales o concertadas, principalmente ataques cibernéticos contra gobiernos, corporaciones, instituciones y agencias gubernamentales. Generalmente los miembros de Anonymous se pueden distinguir en público por usar la máscara de Guy Fawkes, un revolucionario católico inglés que participó en la Conspiración de la pólvora, en el estilo retratado en la novela gráfica V de Vendetta, en donde se cuenta la historia de un militante enmascarado que busca derrocar un gobierno fascista británico. Sin embargo, no siempre es el caso ya que algunos prefieren cubrirse la cara sin usar la máscara u optan por enmascarar sus voces a través de cambiadores de voz o programas de texto a voz como Loquendo.
Anonymous surgió en el año 2003 en el imageboard 4chan y en el foro Hackers, inicialmente como un grupo de usuarios que realizaban bromas e incursiones en internet. Sin embargo, desde 2008, tras el Proyecto Chanology, Anonymous se manifiesta en acciones de protesta a favor de la libertad de expresión, del acceso a la información, de la independencia de Internet y en contra de diversas organizaciones, entre ellas, Dáesh, la Cienciologia, los servicios públicos, consorcios con presencia global, sociedades de derechos de autor y todos los sistemas de censura gubernamentales. En sus inicios, los participantes actuaban solamente en Internet, pero con el tiempo fueron desarrollando también sus actividades fuera de la red. 
En 2012, Time incluyó a Anonymous en su lista de las 100 personas más influyentes del mundo.
Puesto que no existe una jerarquía, resulta en general difícil confirmar la autenticidad de las noticias o informaciones referentes a Anonymous. Asimismo, debido al anonimato de sus miembros, sucede que un único individuo puede producir noticias falsas e introducirlas como supuestamente dichas por el colectivo. Por otro lado, decenas de personas han sido arrestadas por participar en ataques cibernéticos en países como Estados Unidos, Reino Unido, Australia, España, Países Bajos, India y Turquía.  
En sentido lato, Anonymous se considera como un término para ciertas subculturas de Internet.

## Orígenes como concepto y fenómeno de Internet

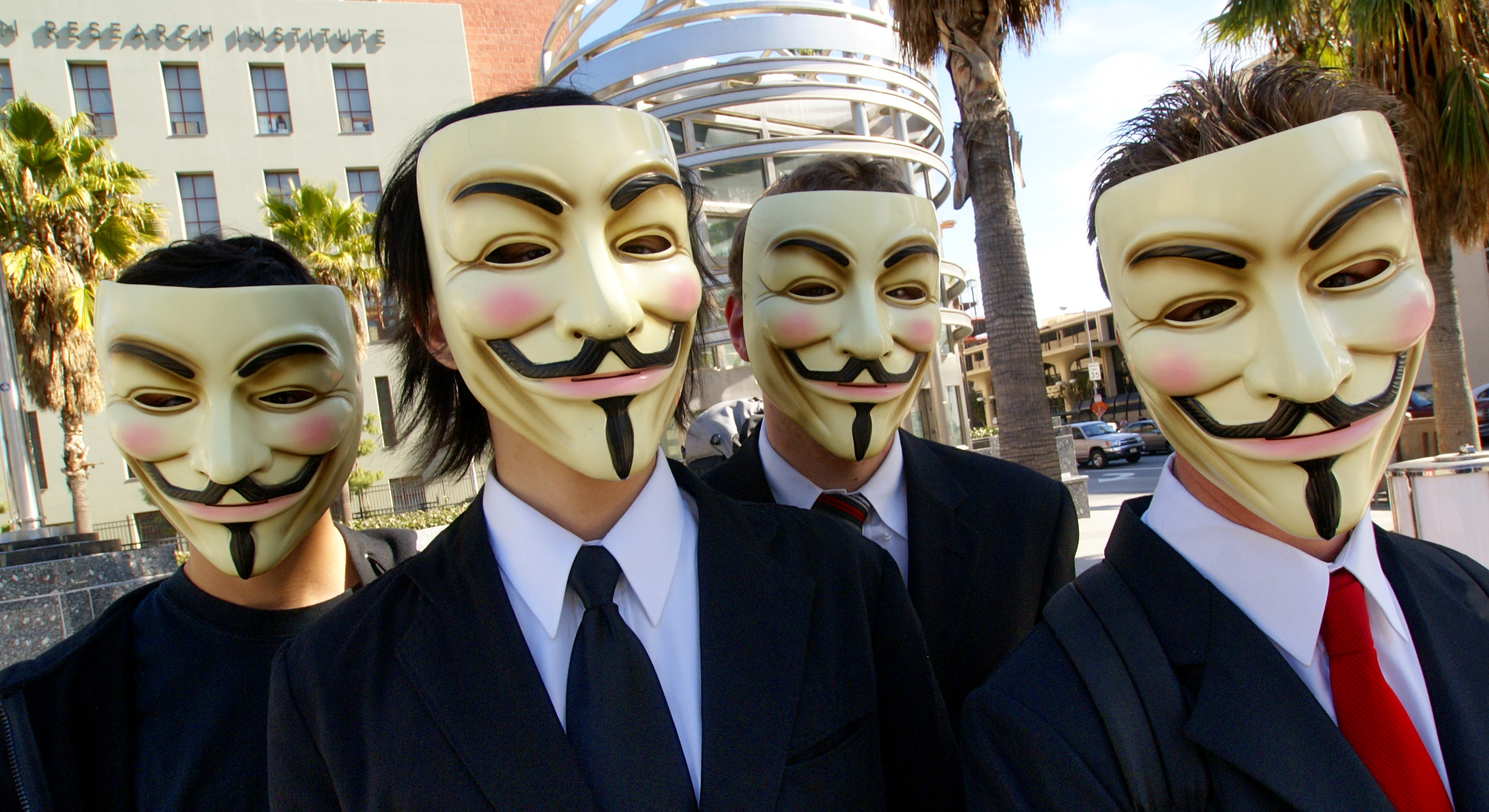
Miembros de Anonymous con máscaras de Guy Fawkes, utilizada por el personaje V (Vi, Ve o Uve, dependiendo el país) de la novela gráfica y película V de Vendetta, de Alan Moore, en Los Ángeles, 10 de febrero de 2008.

El nombre de Anonymous en sí mismo está inspirado en el anonimato que perciben los usuarios cuando publican comentarios e imágenes en Internet. El uso del término, en el sentido de una identidad compartida, empezó en los tablones de imágenes (en inglés: imageboards) donde se le asigna la etiqueta de "anónimo" a los visitantes que dejan comentarios sin identificarse. Algunas veces los usuarios de los tablones de imágenes bromean actuando como si Anonymous fuera una persona real incluso aludiendo a ella como "Anon".
A la vez que la popularidad de los tablones de imágenes aumentaba, la idea de Anonymous como un colectivo de individuos sin nombre se convirtió en un meme o fenómeno de Internet.
Las definiciones al grupo, tienden a enfatizar el hecho de que el término no puede ser fácilmente comprendido por una descripción simple, y en su lugar se explica a menudo por aforismos que describen cualidades percibidas.

Anonymous es la primera superconciencia basada en Internet. Anonymous es un grupo, en el sentido de que una bandada de aves es un grupo. ¿Por qué sabes que son un grupo? Porque viajan en la misma dirección. En un momento dado, más aves podrían unirse, irse o cambiar completamente de rumbo.
Landers, Chris, Baltimore City Paper, 2 de abril de 2008.

## Formas de acción y coordinación
Las acciones atribuidas a Anonymous son llevadas a cabo por individuos no identificados que se autodenominan "Anonymous". Después de una serie de polémicas, protestas y ataques DDoS en 2008, los incidentes vinculados a sus miembros son cada vez más comunes. Ellos se organizan de manera difusa en la red, lo que dificulta encontrar algo oficial relacionado con ellos. Sin embargo, esta comunidad de personas organiza operaciones, debate el estado de ciertos países y demás asuntos valiéndose de distintos canales en línea.
Y si bien, no están vinculados a una única entidad en línea, muchas webs estuvieron en sus inicios fuertemente ligadas a Anonymous. Esto incluye notables tablones de imágenes como 4chan y Futaba Channel, algunas wikis asociadas a estos tablones como Encyclopædia Dramatica y una serie de foros de diversas temáticas. Más tarde se implementaron wikis diversas y chats (canales I.R.C.) con el objetivo de ganar mayor presencia en el espacio de Internet. A través de estas plataformas se han organizado protestas como el Project Chanology.
Las redes sociales, como Facebook y similares, desempeñan un papel más bien secundario en la estructura, pero suelen utilizarse para la formación de pequeños grupos o «células» y su coordinación para la movilización a la calle en las protestas físicas.
Aunque por otro lado, algunos sitios web como eBaum's World estipulan que solamente los adultos mayores de 18 años deberían ver los contenidos, pero no hay ninguna posibilidad segura de bloquear el acceso a los más jóvenes, por lo que algunos «anons» son menores de edad. Debido a que no existe una dirección, ni tampoco membresía en sentido administrativo y la colaboración es completamente sin compromiso, su estructura puede compararse a la de un movimiento juvenil anarquista. Así, al menos de acuerdo a lo que se conoce hasta ahora, no cuenta con una estructura orgánica central o una jerarquía que sea de algún modo vinculante para todos los miembros del colectivo. Es decir, en el caso de Anonymous no se trata de una organización en el sentido común del término, sino más bien de un colectivo o un movimiento.

## Bloqueo en redes sociales
El 9 de diciembre de 2010 Twitter canceló la cuenta de Anonymous y después Facebook eliminó la página de Operation Payback (Operación venganza) en lo que ya se considera por parte de miembros del colectivo como: "una guerra digital para proteger la libertad de información".
En abril de 2011 el portal de vídeos YouTube comenzó a borrar vídeos subidos por cuentas de Anonymous.

## Detenciones a miembros

### Operación Avenge Assange
En enero de 2011, la policía británica arrestó cinco varones de entre 15 y 26 años de edad sospechosos de participar en ataques de Anonymous. Durante el 19 y 20 de julio de 2011, se realizaron hasta 20 arrestos de presuntos piratas informáticos de Anonymous en los EE. UU., el Reino Unido y los Países Bajos. Según declaraciones de funcionarios estadounidenses, las casas de los sospechosos fueron allanadas en Alabama, Arizona, California, Colorado, Washington D. C., Florida, Massachusetts, Nevada, Nuevo México y Ohio.
Christopher Weatherhead, un joven de 22 años que había actuado en varios ataques en nombre de Anonymous, se convirtió en el primer miembro del "grupo" en ser condenado por la justicia. En 2012 fue hallado culpable de un cargo de conspiración por un tribunal del Reino Unido. Fue condenado a 18 meses de prisión. Ashley Rhodes, Peter Gibson y otro hombre fueron condenados meses después por cargos similares.

### Arrestos en España
El 9 de junio de 2011 el Cuerpo Nacional de Policía en España detuvo y posteriormente liberó a tres personas acusadas de asociación ilícita y de vulnerar el artículo 264.2 del Código Penal, por ser supuestamente los administradores de chats desde los que se realizaron ataques a páginas web.
La Policía Nacional y numerosos medios de comunicación anunciaron haber desmantelado a la 'cúpula' de Anonymous. Uno de los imputados a espera de juicio, tres años después, afirmó públicamente que los delitos que se le imputaban eran totalmente infundados y que él no tenía relación alguna con Anonymous. Los tres acusados fueron absueltos en julio de 2016, tras dictaminarse que no existían pruebas suficientes que les relacionaran con el grupo ni con los cargos de los que les acusaba la fiscalía.
En protesta y respuesta a estas detenciones y acusaciones, la página web de la Policía Nacional española recibió un ataque DDoS a las 23:30 horas del sábado 11 de junio de 2011. La operación transcurrió bajo el hashtag en Twitter #OpPolicia.
En febrero de 2012, agentes de la policía española (B.I.T., Brigada de Investigación Tecnológica) detendrían a cuatro miembros de Anonymous, presuntos responsables de ataques DDoS. Los investigadores los identificaron y los detuvieron por diferentes puntos de España; primero en: "Málaga, Sur español" con el seudónimo "Thunder" o "Pacotron" (F.J.B.D, iniciales de su nombre), presuntamente la cabecera informática utilizada en Anonymous España e iberoamericanas. Más tarde a "Troy" (J.M.L.G) en Madrid, presunto autor de material de ataques más destacados y filtraciones reivindicadas por Anonymous España. Se suma además el arresto de "J.I.P.S." colega en actividades de "Troy", y la aparición de un joven de 16 años, presunto integrante de un grupo internacional de hacking conocido como Sector 404 relacionado con ataques de Anonymous; estos miembros mencionados anteriormente disponían de un chat privado preciso de un certificado propio del administrador.
En febrero de 2018 el Grupo de Delitos Telemáticos (GDT) en la Unidad Central Operativa (UCO) de la Guardia Civil detiene a "Xelj" un activista, hacktivista y anarquista catalán perteneciente al colectivo, lo detienen y pasa más de 50 horas en disposición judicial por supuestamente haber hackeado diferentes páginas del gobierno, instituciones y empresas dentro del estado español enmarcado en la famosa de #OpCatalonia de anonymous.
El caso de Joel Muñoz alias "Xelj" causó mucho revuelo ya que de los más de 3000 encausados del "procés" catalan, los 18 años de prisión del hacktivista solo son superados por la petición de 25 años de prisión de la fiscalía para Oriol Junqueras presidente de Esquerra Republicana de Catalunya.

### Arrestos en Chile
Seis presuntos integrantes de Anonymous fueron localizados y arrestados por la Policía de Investigaciones de Chile (PDI), ya que se relacionaban con los ataques del grupo de hackers activistas.
La PDI declaró que: «En coordinación con la Interpol, partimos de la operación Exposure realizando varias diligencias policiales desarticulando al grupo Anonymous Chile». El grupo detenido fue puesto a disposición por la P.D.I. nombrados: «Presuntos responsables de ataques DDoS en páginas web de partidos políticos, instituciones y empresas», con edades de 17 años dos de ellos y la otra parte entre 20 y 35 años de edad viviendo en varias partes del estado y precisando a la P.D.I. que son parte del grupo Anonymous. El fiscal de la unidad de Delitos de Alta Complejidad, Marco Mercado exclamó que la condena a estos actos va entre cinco años y 541 días en la cárcel. En la detención se obtuvieron discos duros externos, computadoras y otras unidades de almacenamiento las cuales fueron investigadas por detectives de la brigada ciber-crimen en la institución de la policía chilena.
Varios de estos arrestos son hechos por la operación internacional Exposure contra ciber-delitos, coordinados por la Interpol con 25 arrestos en España, agregando en arrestos a 10 personas más en Argentina y cinco en Colombia y siendo todos parte del grupo Anonymous.